# توزیع هیپربولیک عمومی
توزیع هیپربولیک عمومی یک توزیع احتمال پیوسته از مخلوط نرمال واریانس-میانگین است که به صورت توزیع معکوس گاوس عمومی است.

## توزیع‌های مرتبط
- {\displaystyle X\sim \mathrm {GH} (-{\frac {\nu }{2}},0,0,{\sqrt {\nu }},\mu )\,}
- {\displaystyle X\sim \mathrm {GH} (1,\alpha ,\beta ,\delta ,\mu )\,}
- {\displaystyle X\sim \mathrm {GH} (-1/2,\alpha ,\beta ,\delta ,\mu )\,}